# Prgomet
Prgomet je opčina v Chorvatsku v Splitsko-dalmatské župě. V roce 2011 zde žilo 673 obyvatel.

## Historie
Prgomet s kostelem sv. Štěpána prvomučedníka je zmiňován v 11. století.

## Poloha
Přes Prgomet prochází chorvatská dálnice A1 a železniční trať Split-Perković.

## Opčina Prgomet
Opčinu Prgomet tvoří 5 vesnic:
- Bogdanovići
- Labin
- Prgomet
- Sitno
- Trolokve